# Reece James
Reece James (Londra, 8 dicembre 1999) è un calciatore inglese, difensore o centrocampista del Chelsea, di cui è capitano, e della nazionale inglese, con cui è stato vicecampione d'Europa nel 2021.

## Biografia
Nato a Londra, James cresce in una famiglia di sportivi, figlio di Nigel, giamaicano, allenatore di calcio con licenza UEFA, e fratello maggiore di Lauren, calciatrice del Chelsea e dell'Inghilterra.

## Caratteristiche tecniche
Reece James ricopre il ruolo di terzino, ruolo nel quale è considerato tra i migliori al mondo, e, all'occorrenza, quello di difensore centrale e di mediano.
Le sue principali caratteristiche sono una buona visione di gioco, controllo di palla e abilità nei passaggi. Giocatore carismatico e tenace, ha inoltre notevoli doti di corsa e spirito di sacrificio, che lo rendono abile anche in fase difensiva.
È inoltre un buon tiratore, è spesso protagonista di cross, calci di punizione e rigori.

## Carriera

### Club

#### Inizi
Nato a Londra, cresce insieme alla famiglia a Redbridge. Cresce calcisticamente nelle giovanili del Kew Park Rangers, squadra allenata da suo padre, Nigel, che lo fa allenare con i più grandi. All'età di soli 6 anni si presenta a Hammersmith e Fulham per fare un provino per una scuola calcio. James non riuscì a superare una prova di dribbling per l'ammissione a una scuola sportiva specialistica di Londra. Nonostante ciò, attirò l'attenzione di un talent scout del Chelsea mentre giocava in un torneo giovanile e così approda ad una delle squadre di calcio più importanti d'Inghilterra.
Nel settore giovanile mise subito in luce le sue qualità. Tra i 13-14 anni ha avuto dei problemi di peso, che a volte gli hanno causato difficoltà nel giocare gli interi 90' minuti di gioco. Per questo James dovette intraprendere una dieta ferrea. Con la squadra Under-18 James giocò la Under-18 Premier League, diventando capocannoniere del campionato.
Compie tutta la trafila delle squadre giovanili del club londinese, giocando anche sotto età dal 2015 al 2017, dapprima negli Under-15, poi negli Under-18 e infine nella squadra riserve Under-23. Con la seconda squadra gialloblù vince due FA Youth Cup di seguito nella stagione 2016-2017 e 2017-2018.

#### Prestito al Wigan
Il 1º luglio 2018 passa in prestito annuale al Wigan per una cifra non rivelata, ma quantificata in 500.000 euro; l'accordo prevede il diritto di riscatto a favore del Wigan per 670.000 euro e il contro riscatto a favore del Chelsea per 1 milione di euro in base alle prestazioni. Con il Wigan viene prima aggregato al settore giovanile, giocando 13 partite in Premier League 2. Il 2 agosto 2018 viene definitivamente aggregato in prima squadra. Il suo esordio in prima squadra avviene il 4 agosto 2018, in occasione del match casalingo di campionato vinto per 3-2 contro lo Sheffield Weds. Il 4 novembre 2018 mette a segno la sua prima marcatura (in campionato contro il Leeds Utd) a soli 17 anni e 11 mesi, che lo rende il ragazzo più giovane ad aver segnato un gol vestendo la maglia del Wigan. Con i latici viene anche impiegato in una gara di FA Cup. Il 5 maggio 2019, nella sua ultima partita con il Wigan contro il Millwall, gioca la sua prima partita da capitano.
Nel maggio 2019 James viene premiato come nuovo Giocatore dell'anno e come gol dell'anno. Con il Wigan Athletic totalizza 46 presenze e 3 gol, vincendo due titoli individuali.

#### Ritorno al Chelsea

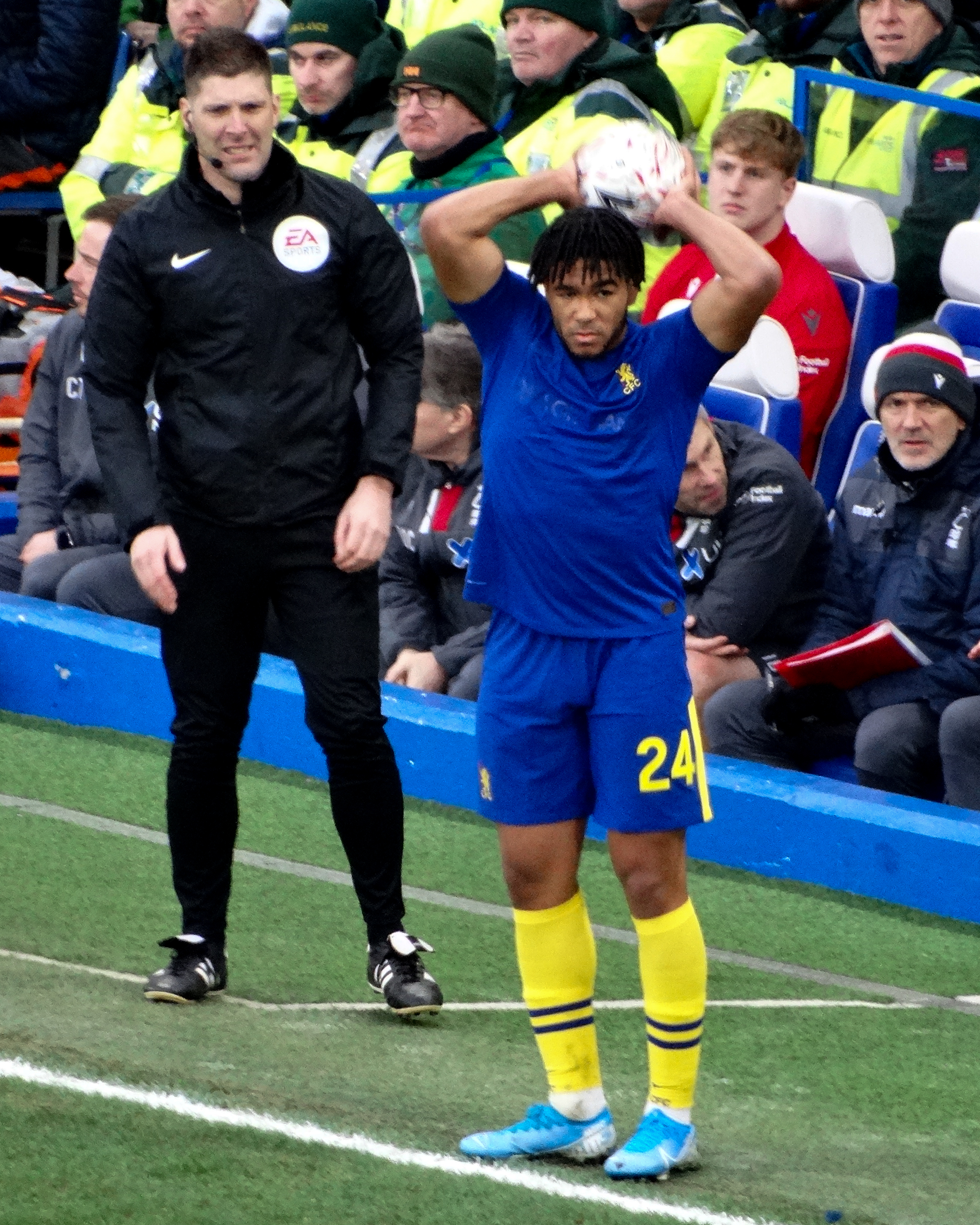
James mentre si appresta a tirare una rimessa laterale (in Chelsea-)

Il 31 maggio 2019 viene annunciato il suo ritorno al Chelsea per una cifra pari a 1 milione di euro, siglando un accordo mensile con il club. All'inizio della stagione successiva, durante un allenamento con la squadra nazionale Under-20 si infortuna all'articolazione della caviglia; secondo le indiscrezioni di stampa il suo ritorno dall'infortunio sarebbe previsto entro 14 settembre 2019, perdendo in tutto 10 partite.
Il 1º luglio 2019, scaduto il contratto con la seconda squadra, viene definitivamente aggregato alla prima squadra per un costo pari a 7 milioni di euro, siglando un accordo triennale con il club che lo sceglie come riserva di César Azpilicueta al posto di Davide Zappacosta, poi ceduto alla Roma. Tornato dall'infortunio, viene impiegato in una gara di Premier League 2, contro il Brighton (2-1). Il 25 settembre 2019, esordisce in prima squadra, nella partita di Coppa di Lega inglese (EFL Cup) contro il Grimsby Town vinta per 7-1 allo Stamford Bridge, subentrando al 10º minuto di gioco, e contribuendo alla vittoria con un gol al 82º minuto. Dopo il suo ritorno al Chelsea, Reece James, viene sempre più spesso aggregato in prima squadra, giocando anche la sua prima gara di UEFA Champions League contro il Lilla (vinta per 1-2). Il 19 ottobre arriva anche l'esordio in campionato nella partita Chelsea-Newcastle Utd (1-0). Il 5 novembre invece va a segno per la prima volta in Champions League completando definitivamente la rimonta del Chelsea nel 4-4 contro l'Ajax (i blues erano sotto di 3 reti); tra l'altro, all'età di 19 anni e 332 giorni, è diventato il più giovane realizzatore in Champions nella storia del Chelsea, superando il record di Arjen Robben di 15 anni prima. Il 9 novembre fa il suo debutto da titolare in Premier nel 2-0 contro il Crystal Palace. Il 16 gennaio 2020 rinnova il proprio contratto coi Blues sino al giugno 2025.
L'anno successivo, alla prima giornata, realizza la sua prima rete con i londinesi in Premier League nel successo per 1-3 in casa del Brighton. Durante la stagione è titolare fisso sulla fascia destra dei blues, con cui a fine anno vince la Champions League in finale contro il Manchester City.

### Nazionale
Nel marzo 2017, all'età di 17 anni e 3 mesi viene convocato per la prima volta a rappresentare la nazionale Under-18 inglese in tre amichevoli contro l'Arabia Saudita e Qatar.
Il 3 luglio 2017 viene convocato in nazionale Under-19 inglese per prendere parte a varie gare di Campionato europeo Under-19 2017, apparendo per la prima volta il 9 luglio 2017 contro la nazionale Under-19 tedesca, giocando da titolare. Anche la partita seguente contro la nazionale Under-19 ceca viene schierato titolare, contribuendo anche con un assist al 83' minuto di gioco.
Nel novembre 2017 viene impiegato in due gare amichevoli contro la Polonia e la Germania.
Viene convocato per prendere parte alle qualificazioni al campionato europeo Under-19 2017 che si svolge in Georgia. Nella prima gara del girone entra al 90' minuto di gioco e contribuisce con un assist. Il 27 marzo 2018 vince gli Europei di calcio Under-19 con la sua nazionale battendo ai finali la Macedonia. James resta tutta la partita in panchina non avendo nessuna possibilità di entrare in campo.
Con la nazionale Under-20 inglese viene impiegato in una gara amichevole contro l'Angola.
Nonostante le buone prestazioni offerte, James non convince l'allenatore Neil Dewsnip che non lo convoca al Campionato mondiale di calcio Under-20 2017.
Ha poi rappresentato la sua nazionale al Torneo di Tolone 2017, giocando due partite e vincendo il torneo battendo alle finali la Costa d'Avorio, dopo i calci di rigore finiti 6 a 4. James gioca la gara da titolare, venendo sostituito al 122º del secondo tempo supplementare.
Durante gli Under-20 Elite League 2018, James sommò 5 presenze, tutte partendo dalla panchina, non riuscendo a segnare nemmeno un gol. Fa il suo debutto il 10 settembre 2018 alla nona gara del primo girone giocando 90 minuti contro la nazionale Under-20 olandese. Nel 75' minuto di gioco riceve anche il suo primo cartellino giallo in nazionale. In Under-20 Elite League totalizza 5 incontri.
Nel 2019 viene convocato per prendere parte al Torneo di Tolone 2019 che si svolge in Francia. Il 7 giugno, nel match contro la nazionale Under-23 cilena, all'83' minuto di gioco James viene portato via in barella per un grave infortunio all'articolazione della caviglia, costringendolo a mancare la partita successiva contro il Guatemala.
Nell'ottobre 2019 James (così come il compagno di club Callum Hudson-Odoi) viene convocato dal CT Aidy Boothroyd per rappresentare la nazionale Under-21 inglese in due amichevoli contro Slovenia e Austria. Tuttavia il debutto lo ha conseguito un mese più tardi nel successo per 0-3 contro l'Albania.
Il 5 ottobre 2020 viene convocato per la prima volta in nazionale maggiore, con cui debutta 3 giorni dopo in occasione del successo per 3-0 in amichevole contro il Galles subentrando al 58'.
Il 1º giugno 2021 viene convocato per gli europei.
Il 24 marzo 2025 realizza, su calcio di punizione, la sua prima rete per l'Inghilterra nel successo per 3-0 contro la Lettonia.

## Statistiche

### Presenze e reti nei club
Statistiche aggiornate al 25 marzo 2025
| Stagione        | Squadra         | Campionato      | Campionato | Campionato | Coppe nazionali | Coppe nazionali | Coppe nazionali | Coppe continentali | Coppe continentali | Coppe continentali | Altre coppe | Altre coppe | Altre coppe | Totale | Totale |
| Stagione        | Squadra         | Comp            | Pres       | Reti       | Comp            | Pres            | Reti            | Comp               | Pres               | Reti               | Comp        | Pres        | Reti        | Pres   | Reti   |
| --------------- | --------------- | --------------- | ---------- | ---------- | --------------- | --------------- | --------------- | ------------------ | ------------------ | ------------------ | ----------- | ----------- | ----------- | ------ | ------ |
| 2018-2019       | Wigan           | FLC             | 45         | 3          | FACup+CdL       | 1+0             | 0               | -                  | -                  | -                  | -           | -           | -           | 46     | 3      |
| 2019-2020       | Chelsea         | PL              | 24         | 0          | FACup+CdL       | 5+2             | 0+1             | UCL                | 6                  | 1                  | SU          | -           | -           | 37     | 2      |
| 2020-2021       | Chelsea         | PL              | 32         | 1          | FACup+CdL       | 5+0             | 0               | UCL                | 10                 | 0                  | -           | -           | -           | 47     | 1      |
| 2021-2022       | Chelsea         | PL              | 26         | 5          | FACup+CdL       | 3+4             | 0               | UCL                | 6                  | 1                  | SU+CmC      | 0           | 0           | 39     | 6      |
| 2022-2023       | Chelsea         | PL              | 16         | 1          | FACup+CdL       | 0+0             | 0               | UCL                | 8                  | 1                  | -           | -           | -           | 24     | 2      |
| 2023-2024       | Chelsea         | PL              | 10         | 0          | FACup+CdL       | 0+1             | 0               | -                  | -                  | -                  | -           | -           | -           | 11     | 0      |
| 2024-2025       | Chelsea         | PL              | 11         | 1          | FACup+CdL       | 1+0             | 0               | UECL               | 2                  | 1                  | Cmc         | 1           | 1           | 15     | 3      |
| Totale Chelsea  | Totale Chelsea  | Totale Chelsea  | 119        | 8          |                 | 21              | 1               |                    | 32                 | 4                  |             | 1           | 1           | 173    | 14     |
| Totale carriera | Totale carriera | Totale carriera | 164        | 11         |                 | 22              | 1               |                    | 32                 | 4                  |             | 1           | 1           | 220    | 17     |

### Cronologia presenze e reti in nazionale
| Cronologia completa delle presenze e delle reti in nazionale ― Inghilterra | Cronologia completa delle presenze e delle reti in nazionale ― Inghilterra | Cronologia completa delle presenze e delle reti in nazionale ― Inghilterra | Cronologia completa delle presenze e delle reti in nazionale ― Inghilterra | Cronologia completa delle presenze e delle reti in nazionale ― Inghilterra | Cronologia completa delle presenze e delle reti in nazionale ― Inghilterra | Cronologia completa delle presenze e delle reti in nazionale ― Inghilterra | Cronologia completa delle presenze e delle reti in nazionale ― Inghilterra |
| Data                                                                       | Città                                                                      | In casa                                                                    | Risultato                                                                  | Ospiti                                                                     | Competizione                                                               | Reti                                                                       | Note                                                                       |
| -------------------------------------------------------------------------- | -------------------------------------------------------------------------- | -------------------------------------------------------------------------- | -------------------------------------------------------------------------- | -------------------------------------------------------------------------- | -------------------------------------------------------------------------- | -------------------------------------------------------------------------- | -------------------------------------------------------------------------- |
| 8-10-2020                                                                  | Londra                                                                     | Inghilterra                                                                | 3 – 0                                                                      | Galles                                                                     | Amichevole                                                                 | -                                                                          | 58’                                                                        |
| 11-10-2020                                                                 | Londra                                                                     | Inghilterra                                                                | 2 – 1                                                                      | Belgio                                                                     | UEFA Nations League 2020-2021 - 1º turno                                   | -                                                                          | 79’                                                                        |
| 14-10-2020                                                                 | Londra                                                                     | Inghilterra                                                                | 0 – 1                                                                      | Danimarca                                                                  | UEFA Nations League 2020-2021 - 1º turno                                   | -                                                                          |                                                                            |
| 12-11-2020                                                                 | Londra                                                                     | Inghilterra                                                                | 3 – 0                                                                      | Irlanda                                                                    | Amichevole                                                                 | -                                                                          |                                                                            |
| 25-3-2021                                                                  | Londra                                                                     | Inghilterra                                                                | 5 – 0                                                                      | San Marino                                                                 | Qual. Mondiali 2022                                                        | -                                                                          | 46’                                                                        |
| 31-3-2021                                                                  | Londra                                                                     | Inghilterra                                                                | 2 – 1                                                                      | Polonia                                                                    | Qual. Mondiali 2022                                                        | -                                                                          | 86’                                                                        |
| 18-6-2021                                                                  | Londra                                                                     | Inghilterra                                                                | 0 – 0                                                                      | Scozia                                                                     | Euro 2020 - 1º turno                                                       | -                                                                          |                                                                            |
| 5-9-2021                                                                   | Londra                                                                     | Inghilterra                                                                | 4 – 0                                                                      | Andorra                                                                    | Qual. Mondiali 2022                                                        | -                                                                          | 62’                                                                        |
| 12-11-2021                                                                 | Londra                                                                     | Inghilterra                                                                | 5 – 0                                                                      | Albania                                                                    | Qual. Mondiali 2022                                                        | -                                                                          | 77’                                                                        |
| 15-11-2021                                                                 | Serravalle                                                                 | San Marino                                                                 | 0 – 10                                                                     | Inghilterra                                                                | Qual. Mondiali 2022                                                        | -                                                                          | 62’                                                                        |
| 4-6-2022                                                                   | Budapest                                                                   | Ungheria                                                                   | 1 – 0                                                                      | Inghilterra                                                                | UEFA Nations League 2022-2023 - 1º turno                                   | -                                                                          | 62’                                                                        |
| 11-6-2022                                                                  | Wolverhampton                                                              | Inghilterra                                                                | 0 – 0                                                                      | Italia                                                                     | UEFA Nations League 2022-2023 - 1º turno                                   | -                                                                          |                                                                            |
| 14-6-2022                                                                  | Wolverhampton                                                              | Inghilterra                                                                | 0 – 4                                                                      | Ungheria                                                                   | UEFA Nations League 2022-2023 - 1º turno                                   | -                                                                          |                                                                            |
| 23-9-2022                                                                  | Milano                                                                     | Italia                                                                     | 1 – 0                                                                      | Inghilterra                                                                | UEFA Nations League 2022-2023 - 1º turno                                   | -                                                                          |                                                                            |
| 26-9-2022                                                                  | Londra                                                                     | Inghilterra                                                                | 3 – 3                                                                      | Germania                                                                   | UEFA Nations League 2022-2023 - 1º turno                                   | -                                                                          |                                                                            |
| 23-3-2023                                                                  | Napoli                                                                     | Italia                                                                     | 1 – 2                                                                      | Inghilterra                                                                | Qual. Euro 2024                                                            | -                                                                          | 85’                                                                        |
| 21-3-2025                                                                  | Londra                                                                     | Inghilterra                                                                | 2 – 0                                                                      | Albania                                                                    | Qual. Mondiali 2026                                                        | -                                                                          | 90’                                                                        |
| 24-3-2025                                                                  | Londra                                                                     | Inghilterra                                                                | 3 – 0                                                                      | Lettonia                                                                   | Qual. Mondiali 2026                                                        | 1                                                                          |                                                                            |
| 7-6-2025                                                                   | Cornellà de Llobregat                                                      | Andorra                                                                    | 0 – 1                                                                      | Inghilterra                                                                | Qual. Mondiali 2026                                                        | -                                                                          |                                                                            |
| Totale                                                                     |                                                                            | Presenze                                                                   | 19                                                                         |                                                                            | Reti                                                                       | 1                                                                          |                                                                            |

| Cronologia completa delle presenze e delle reti in nazionale ― Inghilterra under 21 | Cronologia completa delle presenze e delle reti in nazionale ― Inghilterra under 21 | Cronologia completa delle presenze e delle reti in nazionale ― Inghilterra under 21 | Cronologia completa delle presenze e delle reti in nazionale ― Inghilterra under 21 | Cronologia completa delle presenze e delle reti in nazionale ― Inghilterra under 21 | Cronologia completa delle presenze e delle reti in nazionale ― Inghilterra under 21 | Cronologia completa delle presenze e delle reti in nazionale ― Inghilterra under 21 | Cronologia completa delle presenze e delle reti in nazionale ― Inghilterra under 21 |
| Data                                                                                | Città                                                                               | In casa                                                                             | Risultato                                                                           | Ospiti                                                                              | Competizione                                                                        | Reti                                                                                | Note                                                                                |
| ----------------------------------------------------------------------------------- | ----------------------------------------------------------------------------------- | ----------------------------------------------------------------------------------- | ----------------------------------------------------------------------------------- | ----------------------------------------------------------------------------------- | ----------------------------------------------------------------------------------- | ----------------------------------------------------------------------------------- | ----------------------------------------------------------------------------------- |
| 15-11-2019                                                                          | Scutari                                                                             | Albania under 21                                                                    | 0 – 3                                                                               | Inghilterra under 21                                                                | Qual. Europeo Under-21 2021                                                         | -                                                                                   |                                                                                     |
| 19-11-2019                                                                          | Doetinchem                                                                          | Paesi Bassi under 21                                                                | 2 – 1                                                                               | Inghilterra under 21                                                                | Amichevole                                                                          | -                                                                                   | 62’                                                                                 |
| Totale                                                                              |                                                                                     | Presenze                                                                            | 2                                                                                   |                                                                                     | Reti                                                                                | 0                                                                                   |                                                                                     |

| Cronologia completa delle presenze e delle reti in nazionale ― Inghilterra under 20 | Cronologia completa delle presenze e delle reti in nazionale ― Inghilterra under 20 | Cronologia completa delle presenze e delle reti in nazionale ― Inghilterra under 20 | Cronologia completa delle presenze e delle reti in nazionale ― Inghilterra under 20 | Cronologia completa delle presenze e delle reti in nazionale ― Inghilterra under 20 | Cronologia completa delle presenze e delle reti in nazionale ― Inghilterra under 20 | Cronologia completa delle presenze e delle reti in nazionale ― Inghilterra under 20 | Cronologia completa delle presenze e delle reti in nazionale ― Inghilterra under 20 |
| Data                                                                                | Città                                                                               | In casa                                                                             | Risultato                                                                           | Ospiti                                                                              | Competizione                                                                        | Reti                                                                                | Note                                                                                |
| ----------------------------------------------------------------------------------- | ----------------------------------------------------------------------------------- | ----------------------------------------------------------------------------------- | ----------------------------------------------------------------------------------- | ----------------------------------------------------------------------------------- | ----------------------------------------------------------------------------------- | ----------------------------------------------------------------------------------- | ----------------------------------------------------------------------------------- |
| 29-5-2017                                                                           | Francia                                                                             | Inghilterra under 20                                                                | 1 – 0                                                                               | Angola under 20                                                                     | Amichevole                                                                          | -                                                                                   |                                                                                     |
| 1-6-2017                                                                            | Francia                                                                             | Inghilterra under 20                                                                | 7 – 1                                                                               | Cuba under 20                                                                       | Amichevole                                                                          | -                                                                                   |                                                                                     |
| 4-6-2017                                                                            | Francia                                                                             | Giappone under 20                                                                   | 1 – 2                                                                               | Inghilterra under 20                                                                | Amichevole                                                                          | -                                                                                   | 66’                                                                                 |
| 8-6-2017                                                                            | Fos-sur-Mer                                                                         | Inghilterra under 20                                                                | 3 – 0                                                                               | Scozia under 20                                                                     | Torneo di Tolone                                                                    | -                                                                                   |                                                                                     |
| 10-6-2017                                                                           | Fos-sur-Mer                                                                         | Inghilterra under 20                                                                | 6 – 4                                                                               | Costa d'Avorio under 20                                                             | Torneo di Tolone                                                                    | -                                                                                   |                                                                                     |
| 10-9-2018                                                                           | Katwijk                                                                             | Paesi Bassi under 20                                                                | 3 – 1                                                                               | Inghilterra under 20                                                                | Under-20 Elite League                                                               | -                                                                                   |                                                                                     |
| 11-10-2018                                                                          | Colchester                                                                          | Inghilterra under 20                                                                | 2 – 1                                                                               | Italia under 20                                                                     | Under-20 Elite League                                                               | -                                                                                   |                                                                                     |
| 19-11-2018                                                                          | Colchester                                                                          | Inghilterra under 20                                                                | 2 – 0                                                                               | Germania under 20                                                                   | Under-20 Elite League                                                               | -                                                                                   |                                                                                     |
| 21-3-2019                                                                           | Burton-upon-Trent                                                                   | Inghilterra under 20                                                                | 1 – 3                                                                               | Polonia under 20                                                                    | Under-20 Elite League                                                               | -                                                                                   | 46’                                                                                 |
| 26-3-2019                                                                           | Penafiel                                                                            | Portogallo under 20                                                                 | 1 – 0                                                                               | Inghilterra under 20                                                                | Under-20 Elite League                                                               | -                                                                                   |                                                                                     |
| 4-6-2019                                                                            | Fos-sur-Mer                                                                         | Inghilterra under 20                                                                | 2 – 3                                                                               | Portogallo under 20                                                                 | Torneo di Tolone                                                                    | -                                                                                   |                                                                                     |
| 7-6-2019                                                                            | Fos-sur-Mer                                                                         | Cile under 20                                                                       | 2 – 1                                                                               | Inghilterra under 20                                                                | Torneo di Tolone                                                                    | -                                                                                   |                                                                                     |
| Totale                                                                              |                                                                                     | Presenze                                                                            | 12                                                                                  |                                                                                     | Reti                                                                                | 0                                                                                   |                                                                                     |

| Cronologia completa delle presenze e delle reti in nazionale ― Inghilterra under 19 | Cronologia completa delle presenze e delle reti in nazionale ― Inghilterra under 19 | Cronologia completa delle presenze e delle reti in nazionale ― Inghilterra under 19 | Cronologia completa delle presenze e delle reti in nazionale ― Inghilterra under 19 | Cronologia completa delle presenze e delle reti in nazionale ― Inghilterra under 19 | Cronologia completa delle presenze e delle reti in nazionale ― Inghilterra under 19 | Cronologia completa delle presenze e delle reti in nazionale ― Inghilterra under 19 | Cronologia completa delle presenze e delle reti in nazionale ― Inghilterra under 19 |
| Data                                                                                | Città                                                                               | In casa                                                                             | Risultato                                                                           | Ospiti                                                                              | Competizione                                                                        | Reti                                                                                | Note                                                                                |
| ----------------------------------------------------------------------------------- | ----------------------------------------------------------------------------------- | ----------------------------------------------------------------------------------- | ----------------------------------------------------------------------------------- | ----------------------------------------------------------------------------------- | ----------------------------------------------------------------------------------- | ----------------------------------------------------------------------------------- | ----------------------------------------------------------------------------------- |
| 9-7-2017                                                                            | Tbilisi                                                                             | Inghilterra under 19                                                                | 4 – 1                                                                               | Germania under 19                                                                   | Campionato europeo Under-19                                                         | -                                                                                   | 80’                                                                                 |
| 12-7-2017                                                                           | Tbilisi                                                                             | Inghilterra under 19                                                                | 1 – 0                                                                               | Rep. Ceca under 19                                                                  | Campionato europeo Under-19                                                         | -                                                                                   |                                                                                     |
| 1-9-2017                                                                            | Burton-upon-Trent                                                                   | Inghilterra under 19                                                                | 7 – 1                                                                               | Polonia under 19                                                                    | Amichevole                                                                          | -                                                                                   |                                                                                     |
| 6-10-2017                                                                           | Mansfield                                                                           | Rep. Ceca under 19                                                                  | 1 – 0                                                                               | Inghilterra under 19                                                                | Amichevole                                                                          | -                                                                                   |                                                                                     |
| 8-11-2017                                                                           | Bulgaria                                                                            | Inghilterra under 19                                                                | 6 – 0                                                                               | Fær Øer under 19                                                                    | Campionato europeo Under-19                                                         | -                                                                                   |                                                                                     |
| 14-11-2017                                                                          | Bulgaria                                                                            | Bulgaria under 19                                                                   | 0 – 1                                                                               | Inghilterra under 19                                                                | Campionato europeo Under-19                                                         | -                                                                                   |                                                                                     |
| 21-3-2018                                                                           | Skopje                                                                              | Ungheria under 19                                                                   | 1 – 4                                                                               | Inghilterra under 19                                                                | Campionato europeo Under-19                                                         | -                                                                                   |                                                                                     |
| 24-3-2018                                                                           | Skopje                                                                              | Inghilterra under 19                                                                | 3 – 0                                                                               | Lettonia under 19                                                                   | Campionato europeo Under-19                                                         | -                                                                                   |                                                                                     |
| Totale                                                                              |                                                                                     | Presenze                                                                            | 8                                                                                   |                                                                                     | Reti                                                                                | 0                                                                                   |                                                                                     |

| Cronologia completa delle presenze e delle reti in nazionale ― Inghilterra under 18 | Cronologia completa delle presenze e delle reti in nazionale ― Inghilterra under 18 | Cronologia completa delle presenze e delle reti in nazionale ― Inghilterra under 18 | Cronologia completa delle presenze e delle reti in nazionale ― Inghilterra under 18 | Cronologia completa delle presenze e delle reti in nazionale ― Inghilterra under 18 | Cronologia completa delle presenze e delle reti in nazionale ― Inghilterra under 18 | Cronologia completa delle presenze e delle reti in nazionale ― Inghilterra under 18 | Cronologia completa delle presenze e delle reti in nazionale ― Inghilterra under 18 |
| Data                                                                                | Città                                                                               | In casa                                                                             | Risultato                                                                           | Ospiti                                                                              | Competizione                                                                        | Reti                                                                                | Note                                                                                |
| ----------------------------------------------------------------------------------- | ----------------------------------------------------------------------------------- | ----------------------------------------------------------------------------------- | ----------------------------------------------------------------------------------- | ----------------------------------------------------------------------------------- | ----------------------------------------------------------------------------------- | ----------------------------------------------------------------------------------- | ----------------------------------------------------------------------------------- |
| 22-3-2017                                                                           | Riyad                                                                               | Inghilterra under 18                                                                | 2 – 0                                                                               | Arabia Saudita under 18                                                             | Amichevole                                                                          | -                                                                                   | 15’                                                                                 |
| 24-3-2017                                                                           | Doha                                                                                | Qatar under 18                                                                      | 1 – 2                                                                               | Inghilterra under 18                                                                | Amichevole                                                                          | -                                                                                   | 15’                                                                                 |
| 27-3-2017                                                                           | Doha                                                                                | Qatar under 18                                                                      | 0 – 4                                                                               | Inghilterra under 18                                                                | Amichevole                                                                          | -                                                                                   | 15’                                                                                 |
| Totale                                                                              |                                                                                     | Presenze                                                                            | 3                                                                                   |                                                                                     | Reti                                                                                | 0                                                                                   |                                                                                     |

## Palmarès

### Club

#### Competizioni giovanili
- FA Youth Cup: 2

Chelsea: 2016-2017, 2017-2018
- Campionato inglese Under-18: 2

Chelsea: 2016-2017, 2017-2018

#### Competizioni internazionali
- UEFA Champions League: 1

Chelsea: 2020-2021
- Supercoppa UEFA: 1

Chelsea: 2021
- Coppa del mondo per club: 2

Chelsea: 2021, 2025
- UEFA Conference League: 1

Chelsea: 2024-2025

### Nazionale
- Torneo di Tolone: 1

2017
- Campionato europeo di calcio Under-19: 1

2017

### Individuale
- Giocatore più giovane alle finali del Torneo di Tolone: 1

2017
- Migliore squadra del Torneo di Tolone: 1

2017
- Giocatore dell'anno dell'Accademia giovanile del Chelsea: 1

2017-2018
- Gol dell'anno del Wigan Athletic: 1

2018-2019
- Giocatore dell'anno del Wigan Athletic: 1

2018-2019